# Godło Turkmenistanu
Godło Turkmenistanu – symbol państwa turkmeńskiego.

## Opis
Tarcza herbowa godła Turkmenistanu ma formę zielonej ośmioramiennej gwiazdy, której ramiona posiadają boki ułożone wobec siebie pod kątem prostym. W jej wnętrzu znajdują się dwa okręgi, ułożone współśrodkowo, z których większy ma barwę czerwoną, a mniejszy – niebieską.
Na zielonym tle ośmioramiennej gwiazdy, dokoła czerwonego okręgu, znajdują się wyobrażenia głównych elementów decydujących o bogactwie Turkmenistanu i symbole kraju:
- w dolnej części – 7 otwartych torebek nasiennych bawełny
- po obu bokach – 2 stylizowane kłosy koloru złotego
- u góry – biały półksiężyc (symbol Islamu) i pięć pięcioramiennych gwiazd. Symbolizują one wiarę w pomyślną przyszłość, a ich liczba oznacza pięć wilajetów kraju: achalski, balkański, lebapski, maryjski i daszoguski.

W okręgu czerwonym umieszczono 5 typowych wzorów zdobniczych wyplatanych na tradycyjnych turkmeńskich dywanach. Ich umieszczenie ma nawiązywać do tradycji lokalnej sztuki z jednej strony, a z drugiej – symbolizować powiązanie wzajemne całego społeczeństwa. Liczba 5 prawdopodobnie wiąże się i liczbą obwodów (wilajatów) kraju.
W centrum godła, w niebieskim okręgu, umieszczono wizerunek Janardaga – konia rasy achał-tekińskiej, należącego do pierwszego prezydenta Turkmenistanu – Saparmurata Nijazowa (Turkmenbaszy), mającego uosabiać dumę Turkmenów i będącego klasycznym wizerunkiem tej rasy koni.
Godło państwowe ma symbolizować dawne dziedzictwo kulturowe kraju: chana Oguzów i Wielkich Seldżuków, którzy stworzyli potężne imperium i wywarli duży wpływ na historię powszechną.

## Historia
Opis wizerunku godła i jego interpretacja znajduje się w Ustawie o państwowym godle Turkmenistanu z 16 sierpnia 2003 roku. Obowiązujące do 2003 godło Turkmenistanu wyglądało podobnie, miało jednak okrągłą formę. Tarcza herbowa została zmieniona, gdyż prezydent Nijazow oświadczył, iż u dawnych Turkmenów ośmioramienna gwiazda była symbolem obfitości, pokoju i spokoju. Pierwotne godło niepodległego Turkmenistanu, z 1992 roku miało nieco inną kolorystykę: zamiast zielonego dominował kolor czerwony, a umieszczony w centrum koń był maści białej. Godło to zastąpiło symbol używany w czasach sowieckich.

Rosyjski Turkiestan 1867–1918
Turkiestańska Autonomiczna Socjalistyczna Republika Radziecka 1918–1924
Turkmeńska Socjalistyczna Republika Radziecka 1926–1927
1927–1937
Godło Turkmeńskiej SRR 1937–1992
Niepodległy Turkmenistan 1992–2000
2000–2003